# أميليا (فلم)
أميليا (بالإنجليزية: Amelia) هو فيلم دراما تم إنتاجه في كندا والولايات المتحدة وصدر في سنة 2009. الفيلم من إخراج ميرا ناير من بطولة هيلاري سوانك وريتشارد جير وإيوان مكريغور.

## القصة
الفلم يتحدث عن حلم امرأة وهي تقود الطائرة كأول امرأة في العالم، واستمرت اميليا حتى فقدت عام 1937، وفي عام 1939 أعلنت وفاة أميليا إيرهارت.

## طاقم التمثيل
- هيلاري سوانك في دور بطلة الفيلم أميليا إيرهارت
- ريتشارد جير في دور جورج بى. بوتنام
- ايوان ماكجريجور في دور جين فيدال
- كريستوفر إكليستون في دور فريد نونان
- جو اندرسون في دور بيل ستوتز
- وليام كادي في دور جور فيدال
- ميا ولسيكوسكا في دور إلينور سميث
- شيري جونز في دور إليانور روزفلت

## الميزانية والإيرادات
بلغت تكلفة إنتاج الفيلم حوالي 40 مليون دولار بينما حقق أرباحا تقدر بـ 19.642.013 دولار.

## وصلات خارجية
- مقالات تستعمل روابط فنية بلا صلة مع ويكي بيانات